# Travaux occasionnels d'une esclave
Pour plus de détails, voir Fiche technique et Distribution.
Travaux occasionnels d'une esclave (Gelegenheitsarbeit einer Sklavin) est un film allemand réalisé par Alexander Kluge, sorti en 1973.

## Synopsis
Roswitha Bronski, infirmière, et Franz Bronski, ingénieur en chimie, sont mariés et ont trois enfants. Lorsque Franz décide d'arrêter de travailler pour se consacrer à des recherches en chimie, Roswitha commence à pratiquer des avortements illégaux.

## Fiche technique
- Titre original : Gelegenheitsarbeit einer Sklavin
- Titre français : Travaux occasionnels d'une esclave
- Réalisation : Alexander Kluge
- Scénario : Alexander Kluge
- Pays d'origine :  Allemagne de l'Ouest
- Format : noir et blanc - 35 mm - Mono
- Genre : drame
- Durée : 91 minutes
- Date de sortie : 1973

## Distribution
- Alexandra Kluge : Roswitha Bronski
- Bion Steinborn : Franz Bronski
- Ursula Birichs : mademoiselle A. Willek
- Traugott Buhre : docteur Genee
- Alfred Edel : chef de la sécurité de l'entreprise
- Sylvia Gartmann : Sylvia